# Fou de foot (court métrage)
Pour les articles homonymes, voir Fou de foot.
Pour plus de détails, voir Fiche technique et Distribution.
Fou de foot, également intitulé Footmania pour Dingo ou Dingo est fou de Football en Belgique (Sport Goofy in Soccermania en VO), est un court métrage d'animation américain de la série Dingo, réalisé par Matthew O'Callaghan pour Walt Disney Pictures et sorti en 1987.

## Synopsis
L'oncle Picsou offre à Riri, Fifi et Loulou un vieux trophée abîmé pour leur tournoi de football. Mais il s'avère que c'est une œuvre de collection estimée à un million de dollars. Il décide alors de récupérer le trophée "à la loyale" en constituant une équipe disparate menée par Dingo.

## Fiche technique
Sauf indication contraire, les informations mentionnées dans cette section peuvent être confirmées par la base de données cinématographiques IMDb,  présente dans la section « Liens externes ».
- Titre original : Sport Goofy in Soccermania
- Titre français : Fou de foot ; Footmania pour Dingo ; Dingo est fou de Football (Belgique)
- Série : Dingo
- Réalisation[2] : Matthew O'Callaghan ; Darrell Van Citters (non-crédité)
- Scénario : Tad Stones, Michael Giaimo, Joe Ranft
- Décors : Tia W. Kratter, Andrew Phillipson, Philip Phillipson
- Layout : Kelly Asbury, Fred Cline
- Animation :
  - Supervision de l'animation : Chris Buck, Ed Gombert, Dan Jeup, Joseph Lanzisero, Barry Temple
  - Animation : Chris Bailey, Tom Ferriter, Will Finn, Tony Fucile, Tim Hauser, Mark Kausler, Kevin Lima, Rob Minkoff, Steve Moore, Bob Scott, Kirk Wise ;
  - Séquences additionnelles  : Bill Berg, Brian Clift, Dave Pacheco, David Stephan, Ellen Woodbury
  - Effets d'animation : Mark Dindal, Kelvin Yasuda
- Musique : John Debney
- Production : Steve Hickner (supervision) ; Cleve Reinhard
- Société de production : Walt Disney Productions
- Société de distribution : RKO Pictures et Buena Vista Pictures
- Pays d'origine :  États-Unis
- Langue originale : anglais
- Format : couleur (Technicolor) - son mono (RCA Photophone)
- Durée[3] : 19 minutes 44
- Dates de sortie : 
  - États-Unis : 27 mai 1987[4]
  - France : 1991 (en VHS)

## Distribution

### Voix originales
Sauf indication contraire, les informations mentionnées dans cette section peuvent être confirmées par la base de données cinématographiques IMDb,  présente dans la section « Liens externes ».
- Tony Pope : Goofy (Dingo)
- Will Ryan : Scrooge McDuck (Balthazar Picsou), The Beagle Boys (Les Rapetou); Gyro Gearlose (Géo Trouvetou)
- Russi Taylor : Huey, Dewey and Louie (Riri, Fifi et Loulou); Grandma Duck (Grand-Mère Donald)
- Chick Hearn : Announcer (commentateur)
- Jack Angel
- Philip Proctor

### Voix françaises
- Gérard Rinaldi : Dingo
- Philippe Dumat : Balthazar Picsou
- Bernard Métraux : le chef des Rapetous
- Laurent Hiling : l'un des Rapetous
- René Bériard : Géo Trouvetou / le commentateur
- Martine Regnier : Riri, Fifi et Loulou
- Roger Carel : le conservateur du musée des antiquités / Arsène / l'oiseau-arbitre / voix additionnelles
- Séverine Morisot : Grand-mère Donald
- Jean-Claude Donda : Voix-off traductrice, l'un des rapetous, un journaliste

## Production
Au début des années 1980, Tom Wilhite est nommé par Ron Miller vice-président chargé du développement des films d'animation et de la télévision. En parallèle, le studio avait lancé un programme de formation d'une nouvelle génération d'animateurs, programme qui sera par la suite fusionné avec le California Institute of the Arts. C'est cette équipe qui travaille sur la production de Rox et Rouky (1981). Wilhite obtient l'autorisation de produire de nouveaux films avec Mickey Mouse, et lance plusieurs projets dont Le Noël de Mickey. Parmi les autres, on peut noter Vincent (1982) de Tim Burton. Fou de foot fait partie de ses projets cette fois avec le retour de Dingo. Darrell Van Citters est chargé de réaliser le film.
Mais courant 1982, le film de Dingo réalisé par Citters est considéré comme trop loufoque pour la direction et elle demande à Ward Kimball de revenir comme consultant pour refaire le film, qui ne sortira qu'en 1987 avec une diffusion à la télévision.
On peut apercevoir un prototype de Roger Rabbit, personnage du film Qui veut la peau de Roger Rabbit diffusé un an plus tard, se trouvant dans les gradins du stade.